# Joshua Kirby
Pour les articles homonymes, voir Kirby.
Joshua Kirby (1716-1774) est un graveur et peintre britannique, également dessinateur d'architecture, auteur d'un important essai sur la perspective, inspiré des travaux mathématiques de Brook Taylor. Il fut l'ami de Thomas Gainsborough.

## Biographie

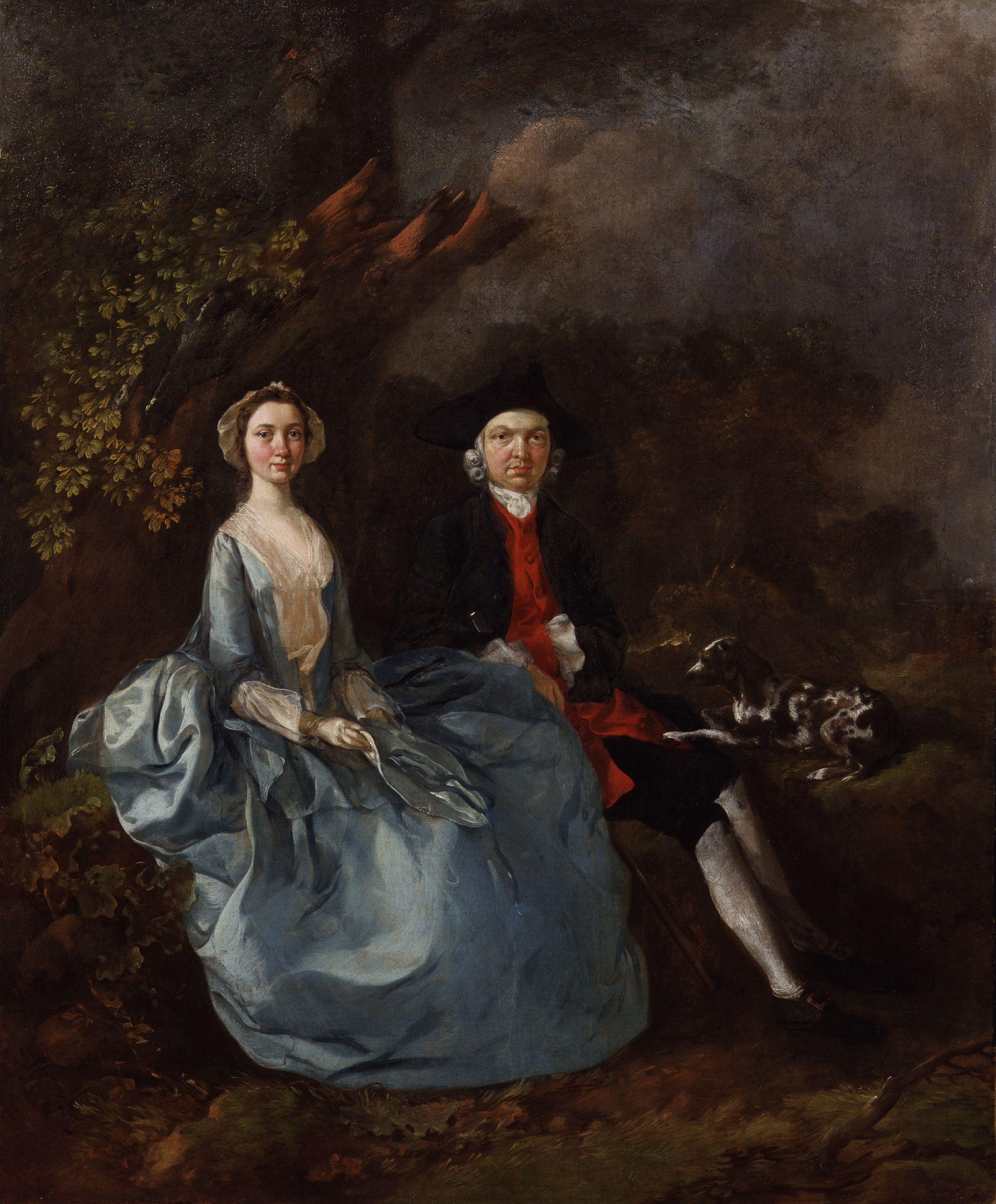
Sarah Kirby (née Bull) and Joshua Kirby (vers 1751), par Thomas Gainsborough, National Portrait Gallery.

Joshua est le second fils du topographe John Kirby (1690-1753). Dans sa jeunesse, il assiste son père à l'établissement d'une étude sur le Suffolk, région d'origine des Kirby. Cette étude prend la forme d'une publication en 1735, The Suffolk Traveller, sorte de guide d'excursion assez complet regroupant monuments, auberges, curiosités. Une carte fut éditée l'année suivante,. 
En 1739, Josuah épouse Sarah Bull, dont deux enfants, Sarah et William.
Il s'installe ensuite comme peintre à Ipswich et vit de commandes. Il s'intéresse à la notion de perspective, avant de découvrir les travaux de Brook Taylor.
Il se lie d'amitié avec Thomas Gainsborough et commence à produire des paysages. L'antiquaire londonien Joseph Ayloffe (1708-1781), qui préparait une grande étude sur les monuments du Suffolk, lui commande de nombreux dessins. À partir de ses dessins, il fait exécuter des gravures par J. Ford, publiées en 1741, chacune dédiée à différents mécènes,. 

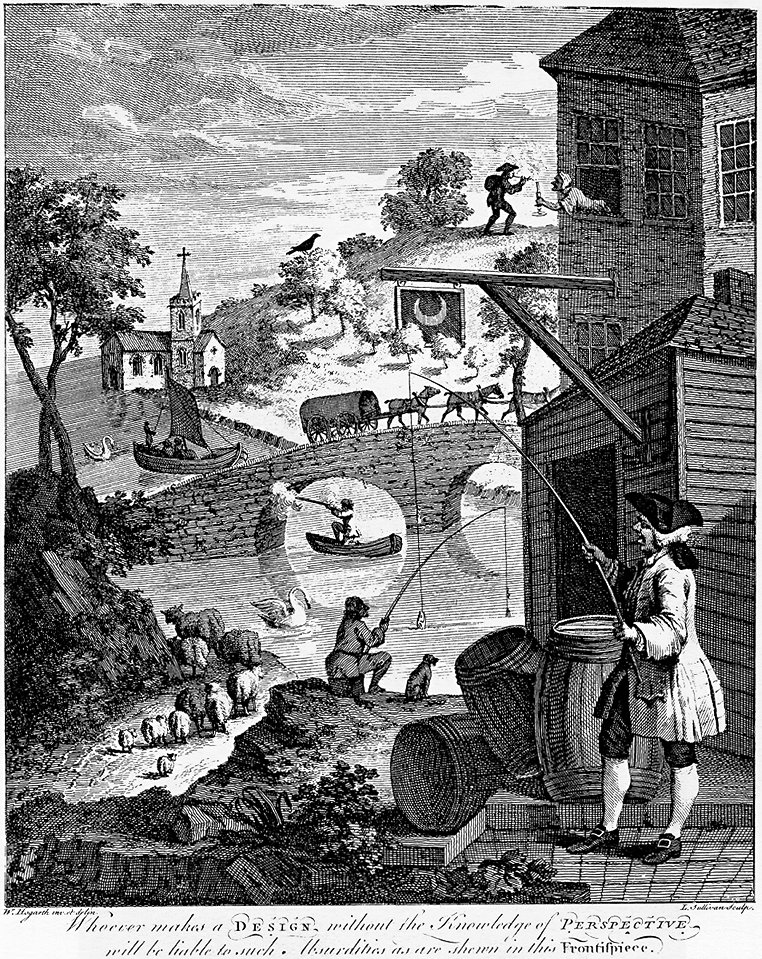
The importance of knowing perspective - Satire on False Perspective, frontispice de William Hogarth, gravure placée en tête de l'essai de 1754.

En 1751, il envisage l'édition en anglais d'un essai intitulé, Brook Taylor's Perspective, made easy, both in Theory and Practice, en quatre volumes illustrés. Par ce titre qu'il donne à cet essai, Kirby dissimulait sa part importante de travail accompli, en se plaçant dans la lignée des recherches de Brook. Il commande le frontispice à son ami William Hogarth, lequel produit un motif amusant intitulé Satire on False Perspective. L'appel à souscription est publié à Londres en 1754. Vers cette époque, Hogarth lui demande de produire des conférences et des leçons de perspective à la St Martin's Lane Academy. La souscription se révèle ensuite un grand succès et l'édition peut sortir, comprenant cinquante planches gravées. La même année, sort History of Dunwich de Thomas Gardner, illustré par ses soins.
En 1755, il s'installe à Londres. Il est présenté à lord Bute mais aussi au prince de Galle, le futur Georges III, qu'il instruit en termes de perspective. Le prince lui commande alors de nombreuses illustrations architecturales pour des monuments. Sous son patronage, Kirby publie en 1761 ses dessins dans un recueil en deux volumes, The Perspective of Architecture. Pour le récompenser, le prince nomme Kirby superviseur des travaux royaux (Clerk of the Works of the Royal Household) du palais de Kew ; William Kirby rejoint son père pour l'aider.
Joshua est élu fellow de la Royal Society en 1767, ainsi que de la Society of Antiquaries of London. Son essai de 1754 reparaît dans une nouvelle édition entre 1765 et 1768, sous le titre Method of Perspective made Easy.
De 1768 à 1771, il est le président de la Society of Artists of Great Britain.
Dévoué et modeste, Kirby était très fier de son fils William, qui fut envoyé, aux frais du roi, faire le Grand Tour en Italie durant les années 1768–1771 ; cependant, son fils mourut quelque temps plus tard, lors de son retour à Londres. 
Joshua Kirby meurt à Kew, âgé de 58 ans, en 1774, suivi un an plus tard par son épouse, et tous deux sont enterrés dans la paroisse de St Anne, à Kew. Thomas Gainsborough, qui meurt en 1788, fut inhumé juste à côté de leur tombe, ayant particulièrement insisté pour être placé à côté de « son vieil et fidèle ami ».
Sa fille est Sarah Trimmer, femme de lettre et critique littéraire.